# Мандалі
Мандалі (араб. مندلي, курд. Mendelî ,مەندەلی) — місто в окрузі Балад-Руз ,провінції Діяла в Іраку. Місто зазнало арабізації під час епохи Саддама і має змішане курдське та арабське населення. Місто є спірною територією між федеральним урядом Іраку та автономним регіоном Курдистану.
Мандалі відомий своїми пальмами, фруктовими садами та фініками.

## Історія
Попередня назва Мандалі була Бендінк який був столицею курдського князівства Бані Аммз. У 1947 році курди становили 50% населення, і це залишалася протягом 1950-х років. Близько 4000 курдських сімей були депортовані або покинули місто після краху курдського руху в 1975 році.
Під час ірано-іракської війни у вересні 1980 року місто та інші прилеглі села зазнали нападу іранських військ. У 1977 році населення міста становило 25 656 осіб, але в 1987 році воно зменшилося до 8 092 осіб. У 1987 році республіканським указом був заснований округ Балад-Руз, до якого було приєднано Мандалі.

## Прикордонна торгівля
Розташований поблизу прикордонного ринку Сумар в іранській провінції Керманшах, є комерційні обміни з Іраном..